# Bánki László (zenei rendező)
Bánki László (Budapest, 1925. június 15. – 1996) magyar dramaturg, zenei rendező. 

## Élete
A Színház-és Filmművészeti Főiskola dramaturg szakán tanult 1945–1948 között.
1950–1951 között az Április 4. Gépgyár, 1951–1953 között az MTH, 1953–1955 között a Mafilm, 1955-ben a Dolgozó Ifjúság Szövetsége, majd 1957-ig a Magyar Rádió, 1958-tól 1963-ig az Országos Rendező Iroda, 1963. november 16. és 1990. december 31. között a Magyar Televízió Szórakoztató és Zenei Főosztálya, szerkesztő, dramaturg, rovatvezető, főmunkatársa volt.

## Dramaturgiai munkáiból

### Sorozatok
- Mesterdallamok – húszrészes ismeretterjesztő sorozat, műsorvezető: Baranyi Ferenc ismert operarészletek ismertetése 1983 és 1993 között (rendező: Gedeon Judit)
- Operabarátok – műsorvezető: Baranyi Ferenc, rendezte: Horváth Zoltán, Mérei Anna, Komlós András (1975–1976)
- Operett dióhéjban – Leo Fall: Az elvált asszony – rend.: Félix László (1976) és Lehár Ferenc: A víg özvegy – rend.: Seregi László (1976)
- Slágerről slágerre – népszerű operarészletek (1980)
- Balettcipő – műsorvez.: Kun Zsuzsa, rend.: Bednai Nándor (1973)
- Sanzonról sanzonra – Epizódok: Paco Ibáñez; Gigliola Cinquetti; Halász Jutka énekel; Golden Gate (együttes); Hacki Tamás-show, Hofi Géza–Koós János-show stb.
- Világsztárok Budapesten – Montserrat Caballé; Nikolaj Gjaurov; Jelena Obrazcova; Edita Gruberová, Marton Éva stb.
- Zenés TV Színház, ötletgazdája, megteremtője, 60 epizód dramaturgja

### Tévéjátékok
- Olasz vendéglő – írta: Hunyady Sándor, zeneszerző: Tamássy Zdenko, rendező: Szirtes Tamás
- Mavra – író: Alekszandr Szergejevics Puskin, zeneszerző: Igor Stravinsky, rendező: Vámos László (rendező)
- A cantervillei kísértet – író: Oscar Wilde, zeneszerző: Victor Máté, rendező: Bán Róbert
- Szöktetés a szerájból – szövegkönyv: Stephanie Gottlieb, zene: Wolfgang Amadeus Mozart, rendező: Szinetár Miklós
- A köpeny – szövegkönyv: Giuseppe Adami, zene: Giacomo Puccini, rendező: Mikó András
- Barabbás – író: Karinthy Frigyes, zene: Vajda János, rendező: Fehér György
- Mario és a varázsló – írta: Thomas Mann–Bokkon Gábor, zene: Vajda János, rendező: Hegyi Árpád Jutocsa
- Osztrigás Mici – írta: Georges Feydeau–Szenes Iván, zene: Fényes Szabolcs, rendező: Horváth Ádám
- A kékszakállú herceg vára – szövegkönyv: Balázs Béla (író), zene: Bartók Béla, rendező: Szinetár Miklós

## Díjai, kitüntetései
- Szocialista Kultúráért Díj (1954, 1972)
- SZOT-díj
- Erkel Ferenc-díj
- MTV Elnöki Nívódíjak

## Forrás
- MTV Humánpolitikai Igazgatóság, MTV ISIS adatbázis

1. 1 2  Petőfi Irodalmi Múzeum. Petőfi Irodalmi Múzeum